# 国家地方警察三重県本部
国家地方警察三重県本部（こっかちほうけいさつみえけんほんぶ）は、旧警察法時代に存在した三重県の都道府県国家地方警察で、自治体警察を設けない地域を管轄区域とする。また国家地方警察大阪警察管区本部の行政管理を受ける。
1954年（昭和29年）の新警察法の公布により廃止され、新たに都道府県警察として三重県警察本部が発足した。

## 組織
1948年（昭和23年）時点
- 総務部
  - 秘書調査課、会計課
- 警務部 　 
  - 人事装備課、教養課
- 刑事部 　 
  - 捜査課、鑑識課、防犯統計課
- 警備部 　 
  - 警備課、交通課、通信課

## 地区警察署
1948年（昭和23年）時点
- 桑名地区警察署
- 員弁地区警察署
- 三重地区警察署
- 鈴鹿地区警察署
- 芸濃地区警察署
- 一志地区警察署
- 奥一志地区警察署
- 飯多地区警察署
- 西飯南地区警察署
- 宮川地区警察署
- 度会地区警察署
- 南度会地区警察署
- 志摩地区警察署
- 南志摩地区警察署
- 紀北地区警察署
- 紀南第一地区警察署
- 紀南第二地区警察署
- 阿山地区警察署
- 名賀地区警察署

## 県内の自治体警察
- 津市警察
- 四日市市警察
- 宇治山田市警察
- 松阪市警察
- 桑名市警察
- 鈴鹿市警察